# Saint-Symphorien (Lozère)
Saint-Symphorien is een plaats en voormalige gemeente in het Franse departement Lozère in de regio Occitanie en telt 267 inwoners (2004). De plaats maakt deel uit van het arrondissement Mende.

## Geschiedenis
Saint-Symphorien is op 1 januari 2019 gefuseerd met de gemeente Chambon-le-Château tot de gemeente Bel-Air-Val-d'Ance. 

## Geografie
De oppervlakte van Saint-Symphorien bedraagt 34,1 km², de bevolkingsdichtheid is 7,8 inwoners per km².
De onderstaande kaart toont de ligging van Saint-Symphorien (Lozère) met de belangrijkste infrastructuur en aangrenzende gemeenten.

## Demografie
Onderstaande figuur toont het verloop van het inwonertal.